# Savko
Savko je moško osebno ime.

## Izvor imena
Ime Savko je različica moškega osebnega imena Savo.

## Pogostost imena
Po podatkih Statističnega urada Republike Slovenije na dan 31. decembra 2007 v Sloveniji ni bilo moških oseb z imenom Savko ali pa je bilo število nosilcev tega imena manjše od 5.

## Osebni praznik
Osebe z imenom Savko godujejo takrat kot osebe z imenom Savo.